# Edward Morley

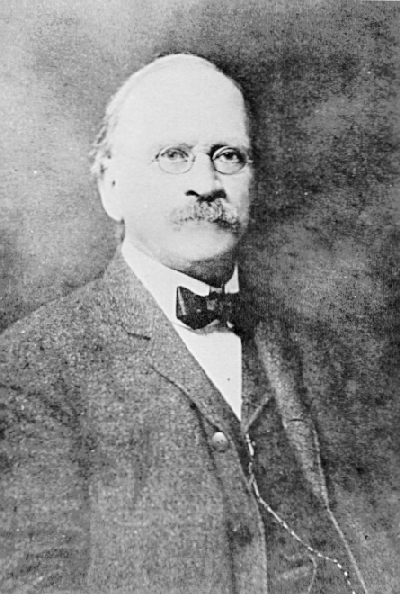
Edward Williams Morley (rok 1887)

Edward Williams Morley (ur. 29 stycznia 1838 w Newark, stan New Jersey; zm. 24 lutego 1923 w West Hartford, Connecticut) – amerykański naukowiec, fizyk i chemik.

## Życiorys
W latach 1869–1908 pracował jako profesor chemii na Western Reserve University w Cleveland. Tam określił w swoich pracach gęstość tlenu i wodoru.
Prowadził studia dotyczące przyczyny zmiany zawartości tlenu w atmosferze ziemskiej (przeprowadzał pomiary za pomocą własnoręcznie zaprojektowanego aparatu do analizy gazów). Udowodnił, że górne warstwy atmosfery są ubogie w tlen i jeśli prąd powietrza skieruje je w kierunku powierzchni Ziemi notowany jest spadek zawartości tlenu w powietrzu.
Razem z Albertem Michelsonem udowodnił brak wpływu ruchu orbitalnego Ziemi na prędkość światła w układzie źródła, przeprowadzając tzw. doświadczenie Michelsona-Morleya w 1887 roku. Wbrew powszechnemu nieporozumieniu: to doświadczenie nie wykluczyło istnienia eteru, tylko jego najprostszych modeli, jak eter statyczny lub częściowo wleczony.